# Castello di Gesualdo
Das Castello di Gesualdo ist eine Burg aus dem 12. Jahrhundert in Gesualdo in der italienischen Region Kampanien.
Sie war Sitz des Kommandos über die Besitzungen der reichen Familie Gesusaldo und Wohnstatt des Prinzen Carlo Gesualdo, einem der Väter der modernen, polyphonen Musik.

## Beschreibung
Die Burg wird durch vier große Rundtürme mit einer Kurtine, umfasst von Ravelins, begrenzt und hat einen Innenhof in der Mitte. Die Fassade erinnert an die Schemen der Architektur des 19. Jahrhunderts, während im Inneren die Zeugnisse gotischer Kunst und Architekturelemente der Renaissance ziemlich offensichtlich sind.

## Geschichte
Über die Ursprünge der Burg werden noch Studien angestellt und Erkenntnisse gewonnen. Es wurden zwei unterschiedliche Theorien über den Ursprung der Burg hervorgebracht: Eine besteht darin, dass im Laufe des 7. Jahrhunderts (Epoche der Langobarden) Romuald I., Herzog von Benevent, seinem Tutor Sessualdo (oder Gesualdo) befohlen hätte, an einem wegen seiner physischen Ausbildung schwierig zu erobernden Ort eine Festung zu bauen, als der byzantinische Kaiser Konstans II. seine Herrschaft bedrohte. Diese Festung wurde ‚‚Gesualdo‘‘ anvertraut, wovon die Siedlung ihren Namen erhielt, die sich um die Burg herum zu entwickeln begann.
Die andere Theorie geht davon aus, dass Radelchi I, Prinz von Benevent, die Burg im 9. Jahrhundert bauen ließ, um die Südgrenze seines Herrschaftsbereiches zu verteidigen.
Unabhängig von diesen beiden Theorien, die noch Gegenstand von Studien sind, stammt die erste urkundliche Erwähnung der Burg aus dem 12. Jahrhundert, also aus normannischer Zeit. Gemäß dieser Quelle war der erste Burgherr Wilhelm d’Altavilla, dessen Familie das Lehen fünf Jahrhunderte lang besaß.

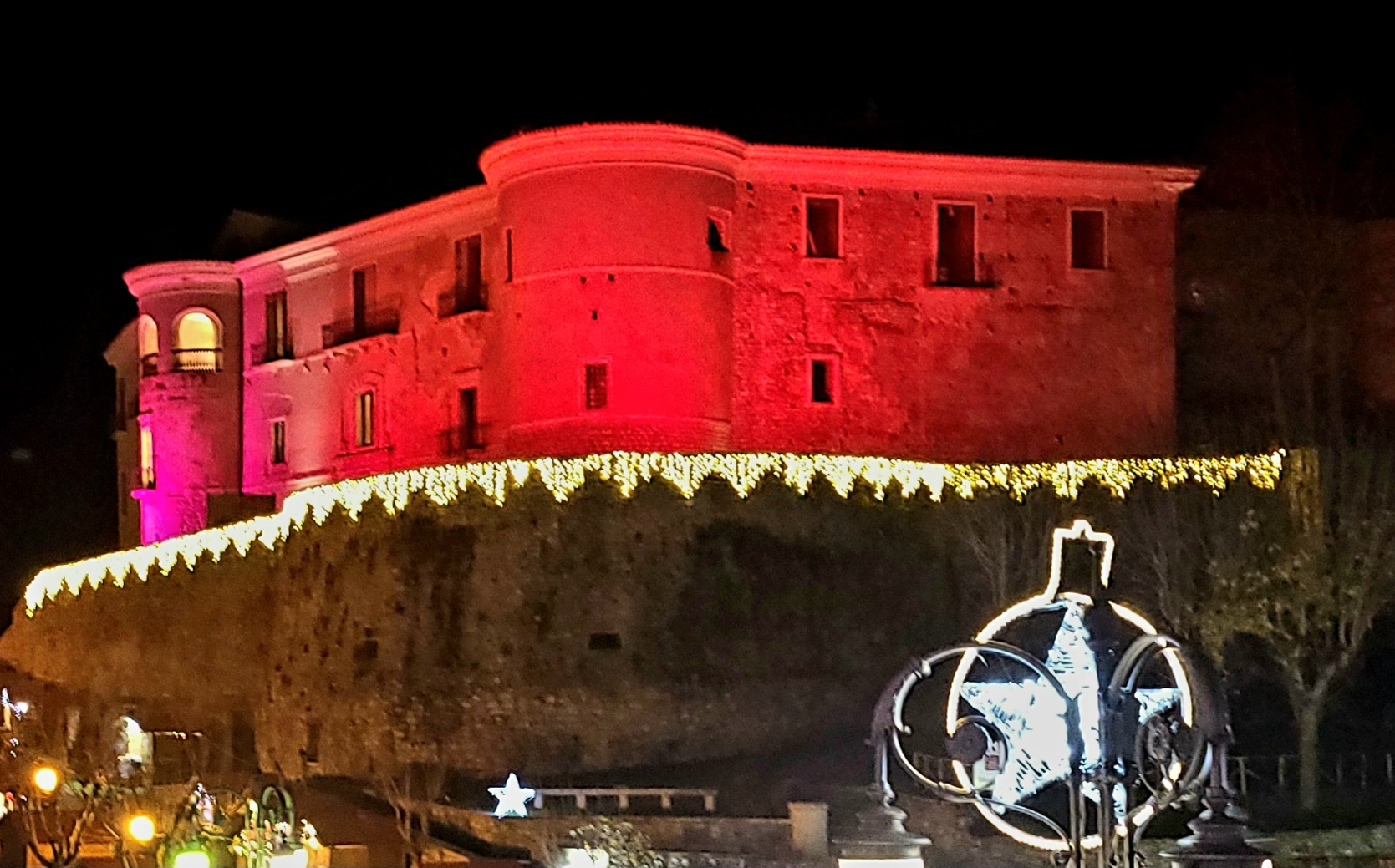
Das Castello di Gesualdo in der Weihnachtszeit

Ende des 16. Jahrhunderts ließ Carlo Gesualdo eine vollständige Renovierung des Gebäudes durchführen, das zu einem Renaissancehof wurde und mit neuen Gebäuden, wie dem Theater, ausgerüstet wurde und gut zu einer künstlerischen Persönlichkeit, wie sie Carlo war, passte.
Es folgten verschiedene Umbauten (darunter die Eisengeländer, die an mittelalterlichen oder Renaissanceburgen nicht zum Einsatz kamen), Restaurierungen und Veränderungen im Laufe der Jahrhunderte, bis die Burg 1855, die damals eine Ruine war, in den Besitz der Familie Caccese kam, die ihre Struktur verändern ließ, wodurch neue Räume geschaffen, die Fassaden neu gestaltet und die Burg mit der Piazza Neviera verbunden wurde.

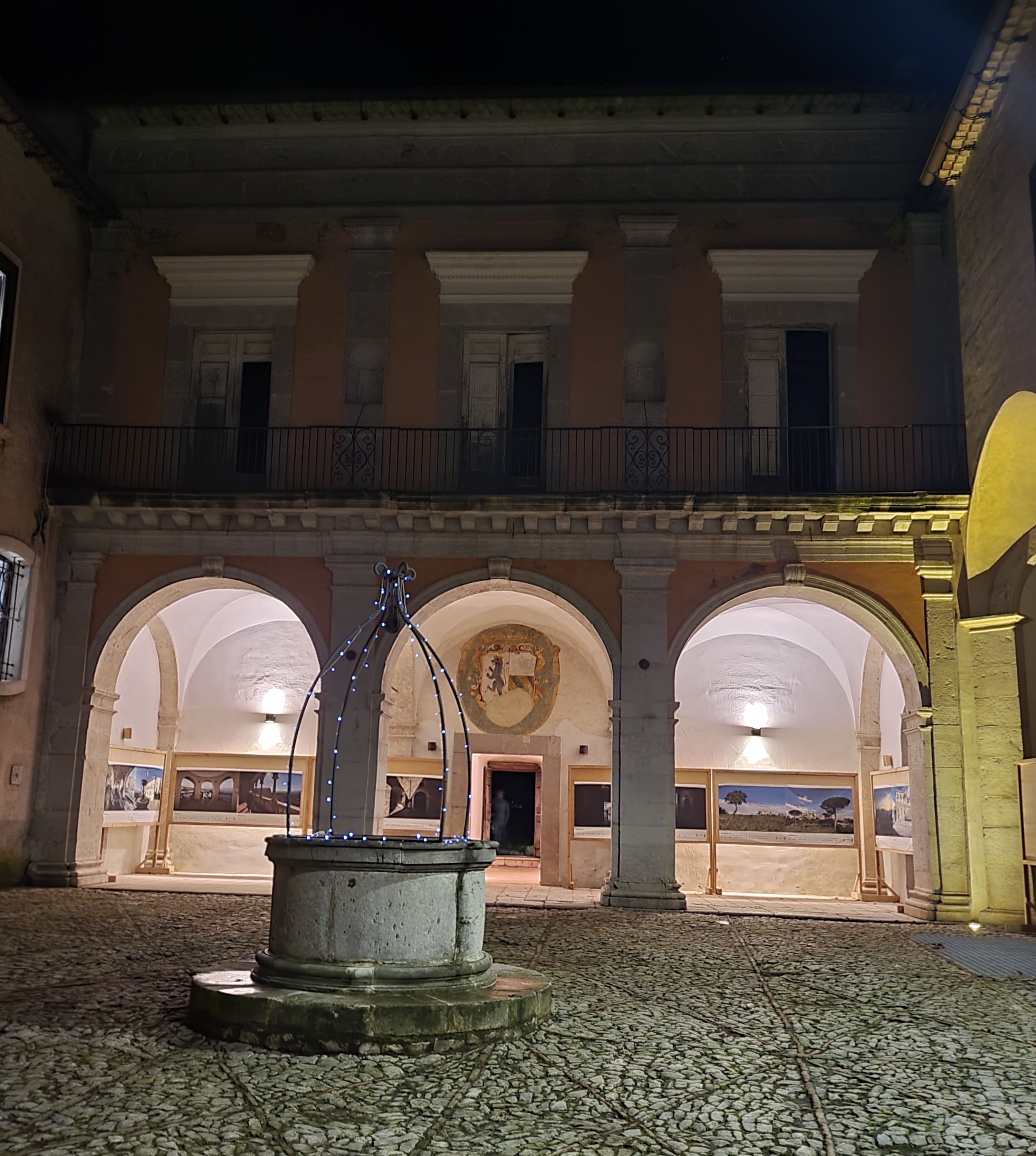
Innenhof

Neben zeitgenössischen Ereignissen hat auch das Erdbeben in der Irpinia 1980, das die Burg schwer beschädigte, deren Leben beeinflusst. Die Restaurierungsarbeiten begannen im Jahre 2000 und sind noch nicht abgeschlossen.
Im Dezember 2015 wurde die Burg wieder für die Öffentlichkeit zugänglich gemacht. Heute finden dort kulturelle Treffen, Konzerte und Aufführungen um die historische Figur des Carlo Gesualdo statt.